# Chris Bristow
Christopher William Bristow, detto Chris (Lambeth, 2 dicembre 1937 – Stavelot, 19 giugno 1960), è stato un pilota automobilistico britannico.
Bristow era figlio del proprietario di un'autofficina di Londra.

## Carriera
Era scapolo ed era soprannominato wild man nel racing club britannico dato che aveva avuto incidenti o uscite di pista su quasi tutti i circuiti in cui aveva corso.
Ha preso parte a 4 gare del Campionato del Mondo di Formula 1 senza mai guadagnare punti.

### La morte
Ha perso la vita durante il Gran Premio del Belgio 1960 a Spa. Al ventesimo giro Bristow, alla guida di una Cooper del team Yeoman Credit, una compagnia finanziaria entrata nel mondo delle corse a scopo pubblicitario, stava combattendo disperatamente per restare davanti alla Ferrari di Willy Mairesse. Alla curva Burnenville, che si affrontava a circa 200 km/h, il pilota sbandò e la Cooper di Bristow andò a sbattere contro la protezione, venendo scagliata contro il filo spinato che decapitò lo sfortunato pilota britannico. La strada era infatti protetta all'esterno curva da una sorta di argine alto circa 1 metro oltre il quale vi era un prato dove correva del filo spinato.
Pochi minuti dopo morì anche Alan Stacey nelle immediate vicinanze del connazionale. Il giorno precedente vi era stato un altro grave incidente nel quale Stirling Moss si era rotto entrambe le gambe, il naso e tre costole.
Bristow è stato inumato nel cimitero di South London Crematorium di Streatham, sobborgo di Londra.

## Risultati in Formula 1
| 1959 | Scuderia                   | Vettura    |  |  |  |  |    |  |  |  |  |  |  | Punti | Pos. |
| ---- | -------------------------- | ---------- |  |  |  |  | -- |  |  |  |  |  |  | ----- | ---- |
| 1959 | British Racing Partnership | Cooper T51 |  |  |  |  | 10 |  |  |  |  |  |  | 0     |      |

| 1960 | Scuderia             | Vettura    |  |     |  |     |     |  |  |  |  |  |  | Punti | Pos. |
| ---- | -------------------- | ---------- |  | --- |  | --- | --- |  |  |  |  |  |  | ----- | ---- |
| 1960 | Yeoman Credit Racing | Cooper T51 |  | Rit |  | Rit | Rit |  |  |  |  |  |  | 0     |      |

| Legenda | 1º posto     | 2º posto | 3º posto    | A punti         | Senza punti/Non class.  | Grassetto – Pole position Corsivo – Giro più veloce |
| Legenda | Squalificato | Ritirato | Non partito | Non qualificato | Solo prove/Terzo pilota | Grassetto – Pole position Corsivo – Giro più veloce |